# Zorzines albescens
Zorzines albescens là một loài bướm đêm trong họ Noctuidae.